# Slack
Slek (engl. Slack) je aplikacija za timsku kolaboraciju osnovana od strane Stjuarta Butterfilda (engl. Stewart Butterfield). Slek je u početku bio interni alat kompanije Tajni Spek (engl. Tiny Speck), u okviru development tima Gliča (engl. Glitch). Ime predstavlja akronim od „Dnevnik pretraživanja svih konverzacija i znanja" (engl. "Searchable Log of All Conversation and Knowledge").

## Istorija
Slek je pokrenut u avgustu 2013. godine. Januara 2015. godine, Slek je objavio akviziciju Skrinhiroua (engl. Screenhero).
U martu 2015. godine, Slek je objavio da je bio hakovan četiri dana u februaru 2015. i da su podaci nekih korisnika kompromitovani. Ti podaci obuhvataju imejl adrese, korisničke naloge, enkriptovane lozinke, i u nekim slučajevima, brojeve telefona i Skajp identifikacione brojeve koje su korisnici povezali sa svojim nalozima. Odgovor na to je bilo uvođenje dvofaktorne autentikacije.

## Karakteristike
Iako više ne koristi IRC bekend, Slek ima dosta slične karakteristike: istrajne sobe za četovanje (kanali) organizovane po temi, kao i privatne grupe i direktno slanje poruka. Sav sadržaj unutar Sleka može da se pretraži, uklučujući i datoteke, konverzacije i ljude. Moguća je laka integracija velikog broja aplikacija u Slek. Neke od najvećih integracija su: Google Drive, Trello, Dropbox, Box, Heroku, IBM Bluemix, Crashlytics, GitHub, Runscope i Zendesk. U decembru 2015. Slek je objavio listu podržanih integracija koja je sadržala više od 150 aplikacija koje korisnik može povezati. Korisnici mogu da dodaju emotikone na poruke na koje drugi korisnici mogu da kliknu i izraze svoje reakcije.

### Timovi
Slek timovi omogućavaju zajednicama, grupama ili timovima da se pridruže kroz specifičan URL ili kroz pozivnicu poslatu od strane vlasnika tima. Iako je Slekova namena bila organizaciona komunikacija, polako se pretvorila u platformu za zajednice sa namenom koju je pre toga imala društvena mreža Fejsbuk, a i grupe na društvenoj mreži LinkedIn. Mnogo ovakvih zajednica je kategorizovano po temama za koje grupa ljudi može da bude zainteresovana.

### Slanje poruka
Javni kanali dozvoljavaju članovima tima da komuniciraju bez upotrebe imejla ili slanja grupnih SMS poruka. Oni su otvoreni svima iz četa, ako su pre toga bili pozvani u Slek grupu. Privatni kanali omogućavaju privatne konverzacije u okviru manjih grupa. Ova funkcija može da se koristi da se veći timovi podele u manje timove, podeljene po sektorima. Direktne poruke služe da biste poslali privatnu poruku nekom korisniku, a ne grupi ljudi.

## Biznis model
Slek reklamira sebe kao frimijum (енгл. freemium) proizvod dostupan neograničenom broju ljudi, ali kako je Kvinsi Larson izjavio, limit je zapravo 8,462 korisnika po kanalu. Korisnici se mogu pretplatiti na plaćeni paket kako bi mogli da koriste dodatne opcije.

### Finansiranje
Kompanija je u aprilu 2014. godine prikupila blizu $43 miliona. U oktobru 2014. godine kompanija je prikupila $120 miliona od investicionog fonda (engl. Venture Capital) sa procenjenom tada procenjenom vrednošću od $1,2 milijarde. Prethodni investitori, Andresen Horovic (engl. Andreessen Horowitz), Asel Partners (engl. Accel Partners) i Soušl Kepital Partneršip (engl. The Social Capital Partnership) su takođe učestvovali u ovoj rundi finansiranja.
U martu 2015. Slek je potpisao ugovor sa investitorima da bi prikupili investiciju od $160 miliona koja je odredila procenu kompanije na $2,76 milijardi. Novi investitori uključuju Institušnal Venčur Partners (engl. Institutional Venture Partners), Horajzons Venčurs (engl. Horizons Ventures), Indeks Venčurs (engl. Index Ventures) i DST Global. U aprilu 2015. kompanija je prikupila još $160 miliona. U aprilu 2016. kompanija je objavila da je prikupila dodatnih $200 miliona.

## Platforme
Slek je mobilna aplikacija prilagođena za iOS, Android i Windows Phone (beta) operativne sisteme, kao dodatak svom veb pretraživač klijentu, kao i desktop aplikaciji za macOS, Microsoft Windows i Linux(beta). Slek je takođe dostupan za Eplov sat, omogućavajući korisnicima da šalju direktne poruke i da daju kratke odgovore.

## Odziv
8,000 korisnika se prijavilo za Slek u roku od 24h u avgustu 2013. U februaru 2015. kompanija je izjavila da ima oko 10,000 novih aktivnih korisnika koji se prijavljuju svake nedelje i da ima više od 135,000 plaćenih korisnika iz više od 60,000 timova. Do aprila, ove brojke su porasle do 200,000 plaćenih korisnika i ukupno 750,000 aktivnih korisnika. U 2015. Slek je prešao više od milion aktivnih korisnika.

## Spoljašnje veze
- Zvanični veb sajt